# St. Isidor (Hausen)

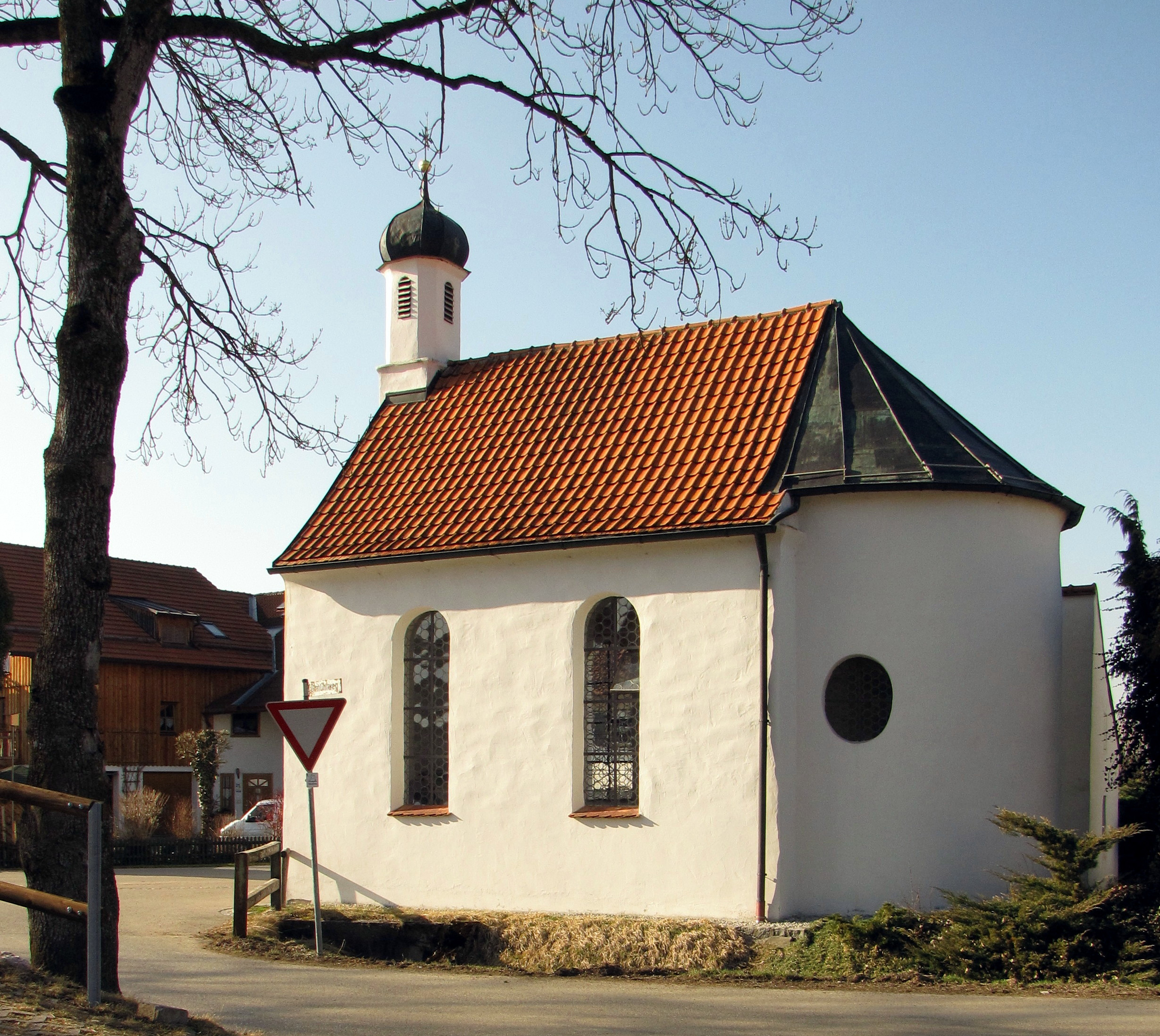
St. Isidor

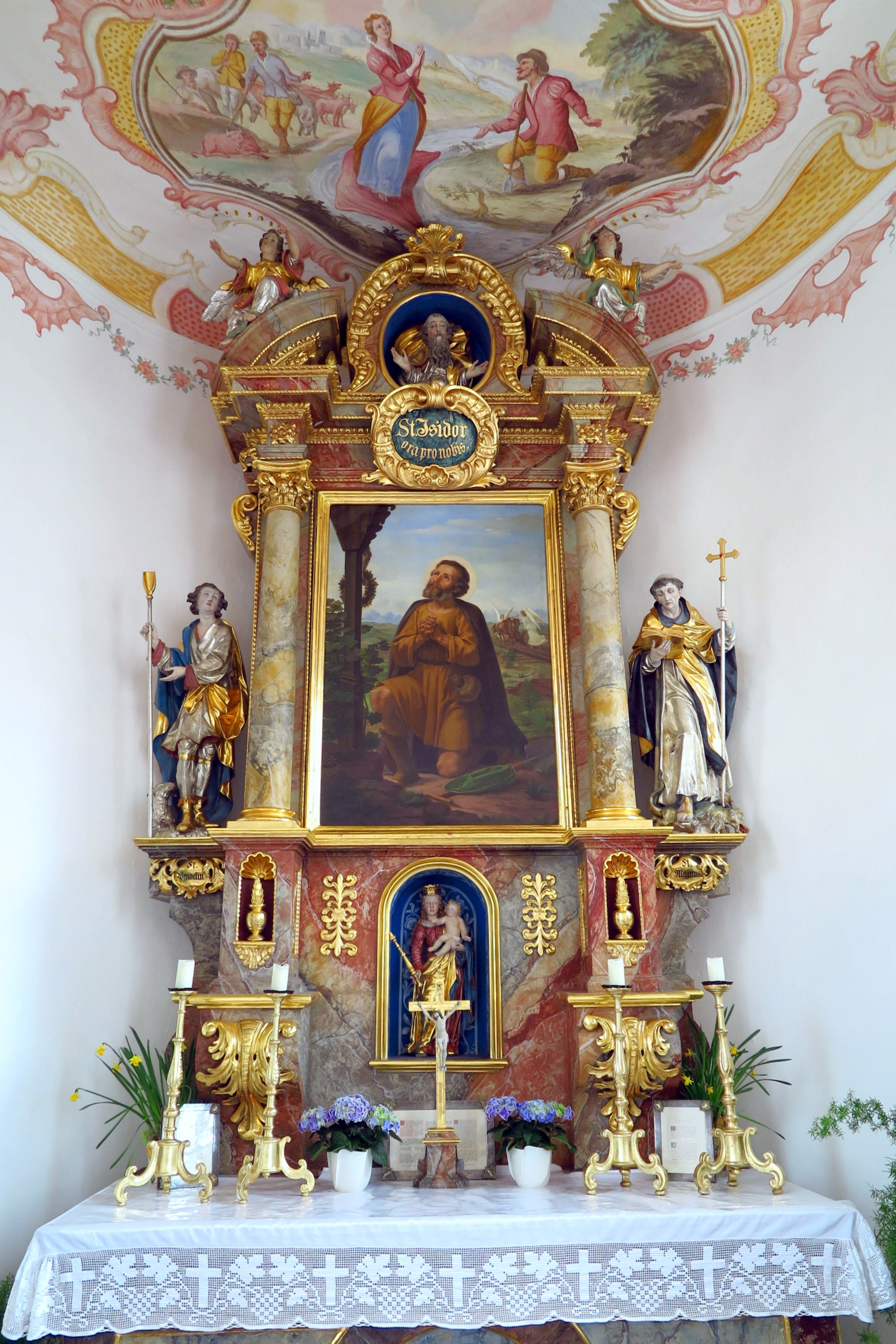
Choraltar

St. Isidor ist die römisch-katholische Dorfkapelle von Hausen in der schwäbischen Gemeinde Marktoberdorf.

## Lage
Die Kapelle steht in der Mitte des Dorfes bei einer Brücke über den Ölmühlbach, über die der Ölmühlweg in die Ortsstraße einmündet. Die Adresse der Kapelle ist Ortsstraße 16.

## Geschichte
Der hl. Isidor, Schutzpatron der Bauern, ist seit mindestens dem 15. Jahrhundert Schutzheiliger von Hausen. Für 1443 ist die Existenz einer kleinen Kirche belegt. Um das Jahr 1754 wurde die Kapelle neu erbaut. Im 19. Jahrhundert wurde eine Sakristei angebaut.
Eine Inschrift an der Rückseite des Chorbogens bezeugt eine Renovierung im Jahr 1911 durch den Füssener Maler Julius Fischer. Heute ist die Kapelle im Eigentum der Stadt Marktoberdorf und als Baudenkmal in die Bayerische Denkmalliste eingetragen. Von 2001 bis 2003 wurde die Kapelle umfangreich renoviert. Dabei wurden die Fresken und Figuren durch den Mindelheimer Restaurator Toni Mayer und seinen Sohn Peter restauriert.

## Architektur
Das Gebäude ist ein einschiffiger Satteldachbau mit Flachdecke und westlichem oktogonalen Dachreiter mit Zwiebelhaube. Der rundbogige Eingang liegt an der Westseite. Die Langhauswände haben je zwei rundbogige Fenster. Der eingezogene Chor ist an der Ostseite und hat eine halbrunde Form und hochovale Fenster. Der freistehende Teil der Sakristei an der Nordseite des Chors hat ein Pultdach.

## Ausstattung

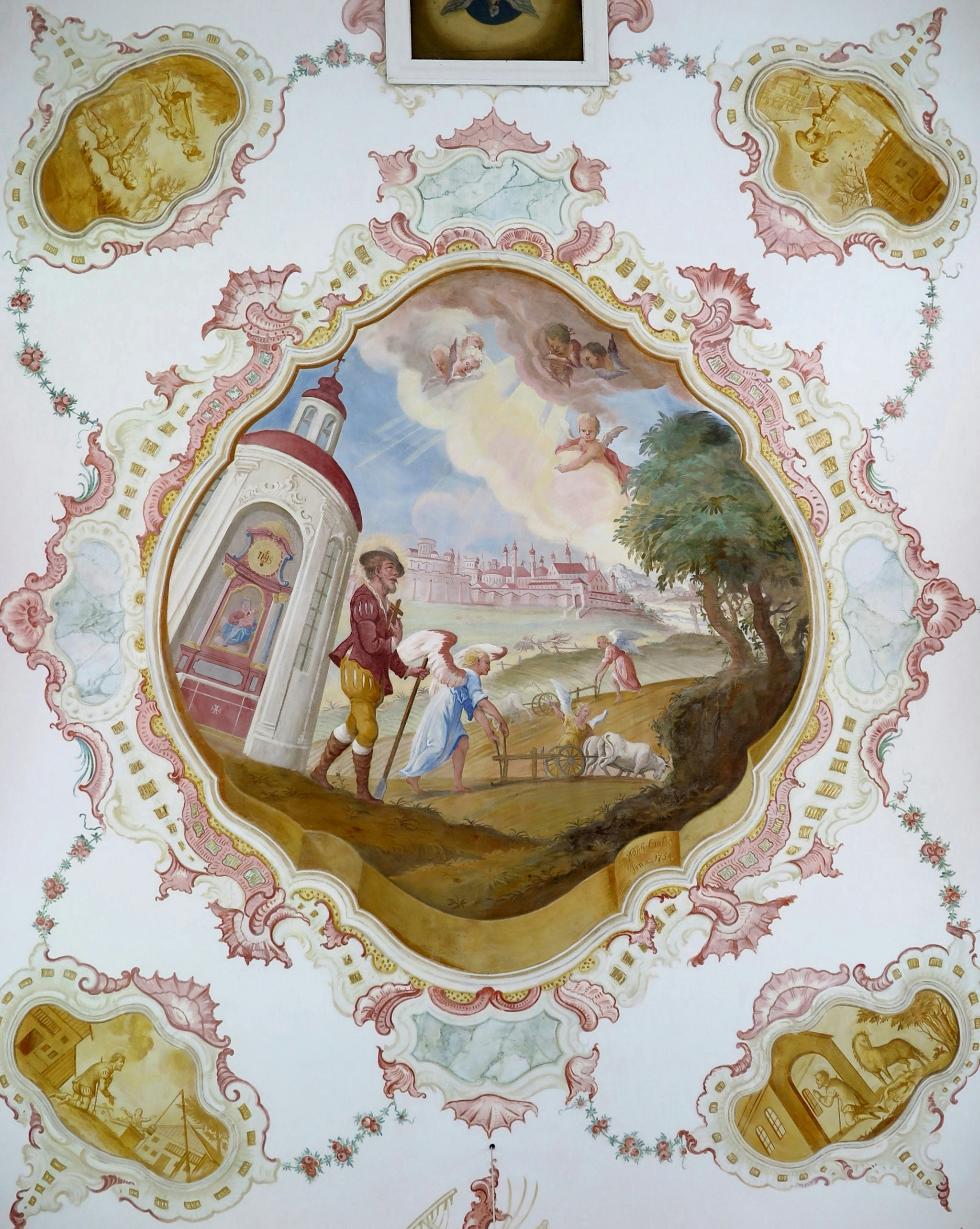
Deckenfresko

Die Fresken sind vom Kaufbeurer Maler Anton Joseph Walch (1754). Das Fresko in Chor zeigt, wie die Muttergottes dem hl. Isidor erscheint, das Deckenfresko im Langhaus den hl. Isidor mit Engeln, die das Feld für ihn pflügen. Die Fresken in den Eckkartuschen des Langhauses zeigen Szenen aus dem Leben des hl. Isidor.
Der Altar ist aus dem späten 17. Jahrhundert. Das Altargemälde ist von Kaspar Schleibner und zeigt den hl. Isidor (1895). Die Altarfiguren zeigen links den hl. Wendelin und rechts den hl. Magnus (wohl bei der Renovierung 1911 hinzugefügt). In Nischen am Chorbogen stehen Holzfiguren des hl. Sebastian und des hl. Rochus (1629). Das Kirchengestühl ist aus der Erbauungszeit. Die Kreuzweggemälde sind aus dem späteren 18. Jahrhundert.